# 米拉 (康塔尔省旧市镇)
米拉（法語：Murat，法語發音：[myʁa]）是法国康塔尔省的一个旧市镇，属于圣弗卢尔区。2017年，米拉与市镇沙斯泰勒叙米拉合并为新的米拉。

## 地理
米拉（45°6'36"N, 2°52'7"E）面积6.47 平方千米，位于法国奥弗涅-罗讷-阿尔卑斯大区康塔爾省，该省份为法国中南部省份，位于法國中央高原中心，北起科雷兹省、上盧瓦爾省和多姆山省，西接洛特省和科雷兹省，南至阿韦龙省和洛特省，东临上盧瓦爾省和洛泽尔省。
与米拉接壤的市镇（或旧市镇、城区）包括：阿尔伯皮埃尔-布勒东、拉沙佩勒达拉尼翁、沙斯泰勒叙米拉、拉韦西耶尔、维拉尔格。
米拉的时区为UTC+01:00、UTC+02:00（夏令时）。

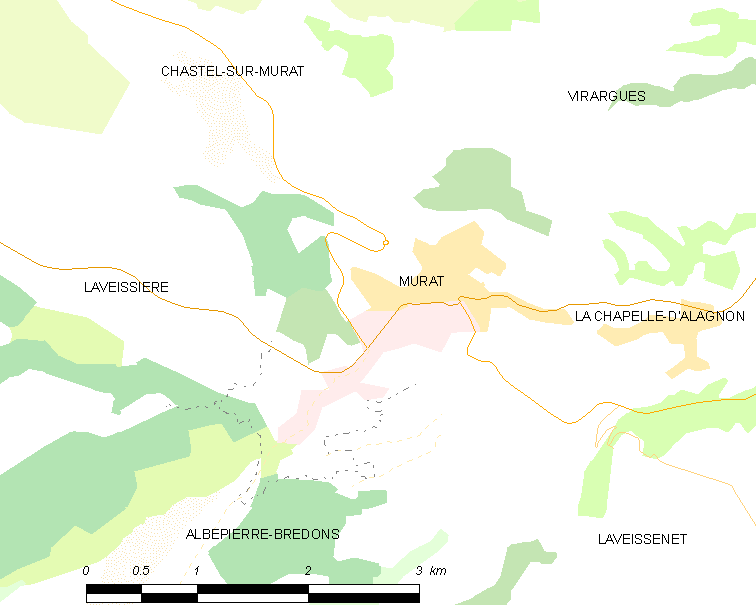
米拉的OSM定位图

## 行政
米拉的邮政编码为15300，INSEE市镇编码为15138。

## 政治
米拉所属的省级选区为米拉县。

## 人口

1962-2008年间米拉人口变化图示

米拉于2018年1月1日时的人口数量为1745人。